# They singulier

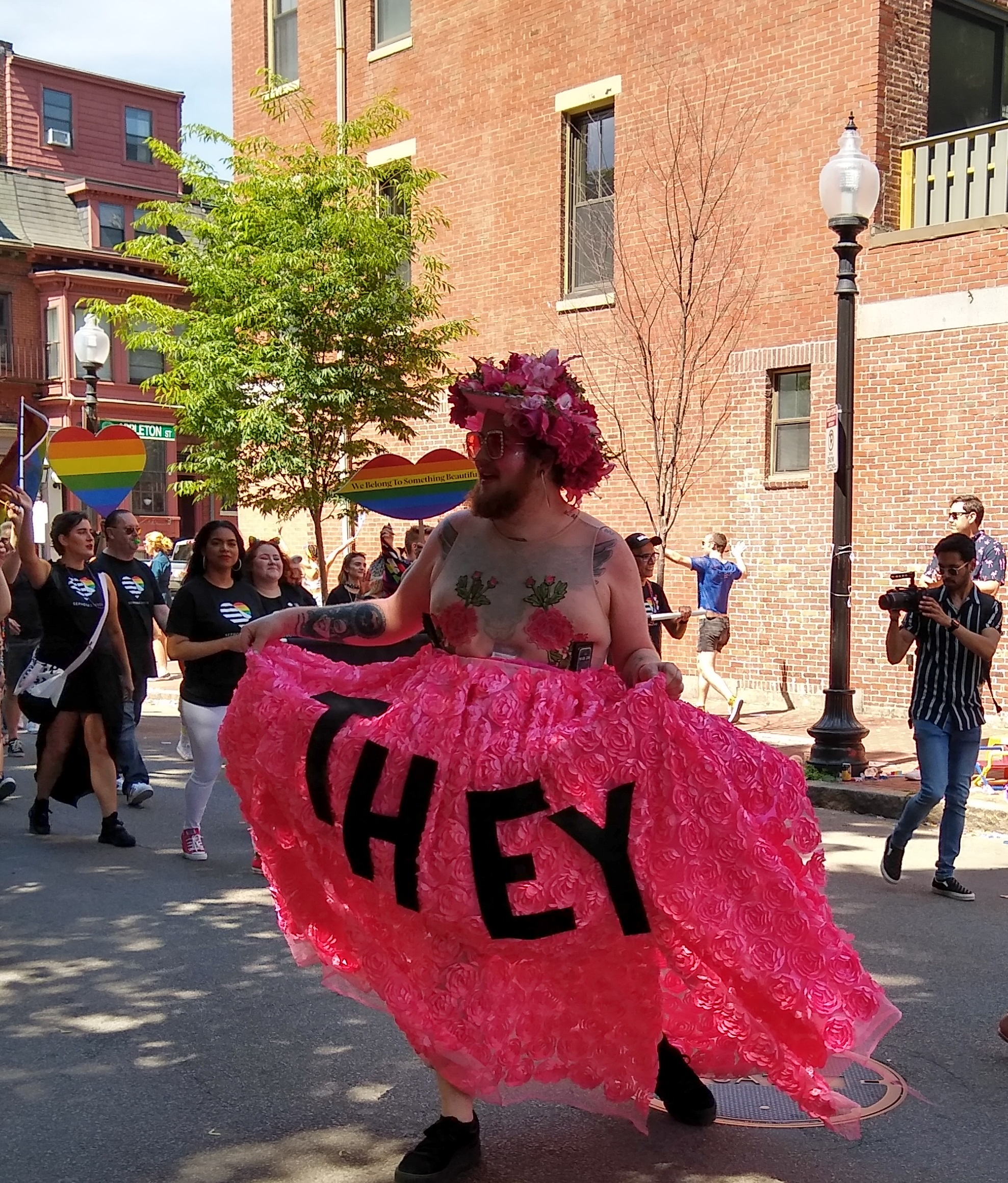
Personne arborant le pronom "they" sur sa robe à la marche des fiertés de Boston de 2019.

Le they singulier (singular they) est, en anglais, le pronom personnel de la troisième personne du pluriel they utilisé pour désigner une personne seule de genre indéterminé ou non binaire. Apparu au XIVe siècle, puis considéré comme fautif par certains grammairiens, l'usage du they singulier décline mais reste continu. À cause de l'absence de pronom neutre singulier pouvant s'appliquer aux personnes, il trouve un regain d'intérêt à la fin du XXe siècle, étant utilisé par des tenants du langage épicène ou non-sexiste, et recommandé par certaines instances officielles comme le parlement britannique.

## They,their,themetthemself
Tandis que ce they est sémantiquement singulier, il est syntaxiquement pluriel ; ainsi le they singulier prend des formes verbales au pluriel, que l'on désigne une ou plusieurs personnes, au même titre que le pronom you. Toutefois, un réflexif singulier themself est employé de temps en temps. Le they singulier prend des noms singuliers, comme dans « If someone is flying a plane, then they are a pilot » (« Si l'on est aux commandes d'un avion, c'est qu'on est pilote »). L'adjectif possessif their est parfois utilisé pour se référer à une personne indéterminée dont le genre est connu : « No mother should ever be forced [...] to testify against their child » (« On ne devrait jamais obliger une mère à témoigner contre son enfant »).
Cet usage apparaît dans l’anglais médiéval au XIVe siècle et est contesté à partir du XVIIIe siècle,. Avant le milieu du XIXe siècle, il était commun de trouver des textes juridiques anglais écrits en des termes neutres de genre, avec une volonté d'utiliser un pronom non discriminant. Selon Ann Bodine en 1975 dans son article scientifique sur le sujet, certains grammairiens (fin du XIXe siècle) refusent ce they singulier. Le pronom réfléchi themself est d'usage courant du XIVe au XVIe siècle puis périclite (même si quelques auteurs connus, dont William Shakespeare et Jane Austen, l'emploient dans leurs œuvres). 
Certains guides grammaticaux contemporains affirment que le they singulier ne peut être utilisé que pour désigner une personne indéterminée, et que c'est une erreur de l'utiliser pour une personne identifiée, même si le genre de cette personne est inconnu. Par exemple, on pourrait dire « A person might find themself in a fix » mais pas « The doctor might find themself... ». Dans ce dernier cas, si on ne connaît pas le genre du docteur en question, et qu'on se refuse à utiliser himself par défaut, on peut utiliser himself or herself, ou on peut reformuler la phrase au pluriel (« Doctors might find themselves… ») ou à la deuxième personne (« If you're a doctor, you might find yourself… »).

## Dans le langage épicène
Le they singulier reste utilisé dans la langue orale, mais disparait de la littérature, certains grammairiens prescrivent le he générique à sa place. Le pronom themself réapparait dans la langue écrite dans les années 1980 à l'occasion de la recherche de pronoms neutres,.
En septembre 2019, le pronom they au singulier fait son entrée dans le dictionnaire d’anglais américain de Merriam-Webster,,. Après avoir été désigné comme mot de l'année en 2019 par le dictionnaire américain en ligne Merriam-Webster, le pronom est élu mot de la  décennie 2010-2019 par l’American Dialect Society,,,.
En 2019, les gouvernement et parlement britanniques publient un Guide pour l’écriture neutre en genre qui recommande l’emploi de « they » au singulier.

## Traduction
En langue française, le terme they singulier peut être traduit par iel,.